# Forsthaus Sperenberg

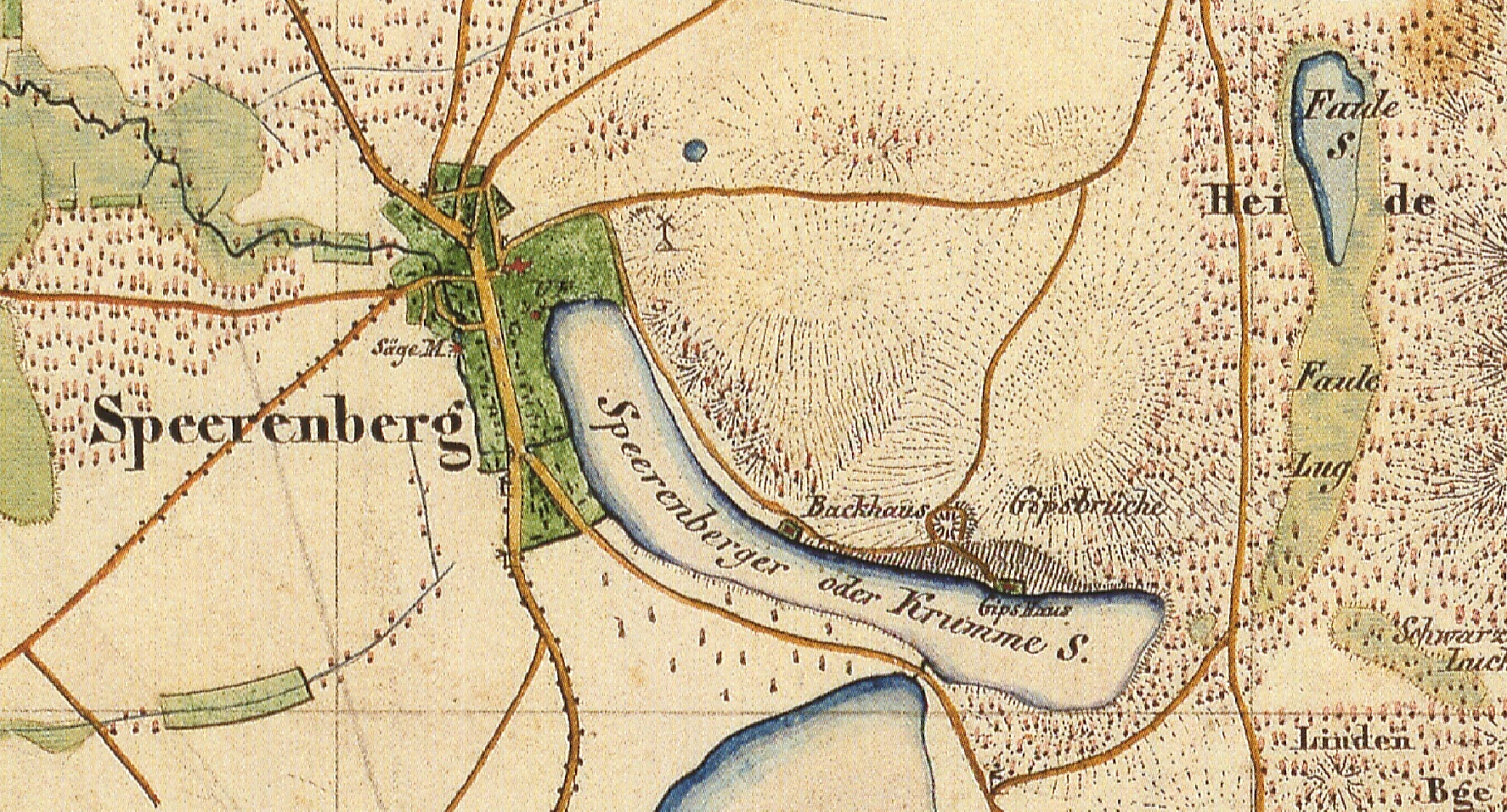
Sperenberg und Forsthaus Sperenberg (U.F. am Nordufer des Sperenberger Sees), Ausschnitt aus dem Urmesstischblatt 3846 Wünsdorf/Sperenberg von 1841

Das Forsthaus Sperenberg war ursprünglich ein Wohnplatz in Sperenberg, heute ein Ortsteil der Gemeinde Am Mellensee im Landkreis Teltow-Fläming (Brandenburg). Die ursprüngliche (Unter-)Försterei Sperenberg, ganz in der Nähe und etwas östlich des Ortskerns von Sperenberg gelegen, wurde 1857 westlich des Dorfes neu erbaut. 1875 musste nun auch dieses Gehöft wegen der Anlage des Kummersdorfer Schießplatzes wieder abgerissen und etwas näher zum Dorf neu angelegt werden. Das ehemalige Forsthaus liegt heute auf dem Militärgelände Kummersdorf-Gut, gehört also zum Ortsteil Kummersdorf-Gut der Gemeinde Am Mellensee.

## Lage
Der Wohnplatz Forsthaus Sperenberg liegt 1,7 Kilometer westnordwestlich der Sperenberger Kirche an der Verlängerung der Puschkinstraße in das Militärgelände; er gehört heute zur Gemarkung von Kummersdorf-Gut. Der Wohnplatz ist völlig von der Bebauung mit größeren militärischen Gebäuden der 1930er Jahre umgeben. Das frühere, nachweisbare Forsthaus Sperenberg lag an der Nordspitze des Krummensees (Lage:).

## Geschichte
Bereits 1708 ist ein Heidereiter (= Oberförster) zu Sperenberg genannt. Der 1732 genannte Förster Jobst Friedrich Anspach, der mit dem Mühlenmeister Imme zu Sperenberg über den Erwerb eines Platzes zum Wiederaufbau der abgebrannten Mühle zu Sperenberg verhandelte, war der (Ober-)Förster (früher Heidereiter) über das Zossener/Kummersdorfer Revier. Wo zu dieser Zeit der Dienstsitz des Oberförsters lag, ist unklar. Ab 1801 ist der Standort der Oberförsterei in Kummersdorf nachgewiesen.
1745 wird erstmals auch ein Unterförster in Sperenberg genannt, der als Kossät bezeichnet wird. 1763 wurde der Kossätenhof der Witwe Bulisch als Forstdienstgehöft für den Unterförster Lingner zu Sperenberg gekauft. Bratring nennt für 1801 auch einen Königlichen Unterförster, der in Sperenberg wohnte. 1806 wurde ein neuer Unterförster im Amtsforstrevier Sperenberg angestellt. Die Anstellung wurde verbunden mit der Erbauung einer neuen Dienstwohnung. Nach dem Urmesstischblatt Nr. 3846 Wünsdorf von 1841 lag dieses Forsthaus nur ein paar Zehnermeter östlich des Ortskerns von Sperenberg direkt am Nordende des Krummen Sees. Um diese Zeit wechselte die Bezeichnung von Unterförsterei zu Försterei (entsprechend von Unterförster zu Förster).
1857/58 wurde westlich des Ortes im Bereich des späteren Schießplatzes Kummersdorf ein neues Förstereigehöft erbaut, dessen genaue Lage nicht bekannt ist. 1858 bestand das Gehöft aus einem Wohnhaus und zwei Wirtschaftsgebäuden und hatte 10 Bewohner.
1874/75 wurde im Forst Zossen der Schießplatz Kummersdorf eingerichtet. Die Kabinettsordre zur Einrichtung des Schießplatzes datiert von 12. November 1874. Der Kaufvertrag zwischen der Forstverwaltung und der Militärverwaltung datiert vom 28. Juni 1875. Die ersten Schießversuche auf dem Gelände begannen im November 1875. Das Forsthaus Sperenberg lag im Schießplatz oder in der den Schießplatz begrenzenden Sicherheitszone und wurde wohl bis 1875 abgetragen (oder zumindest aufgegeben).

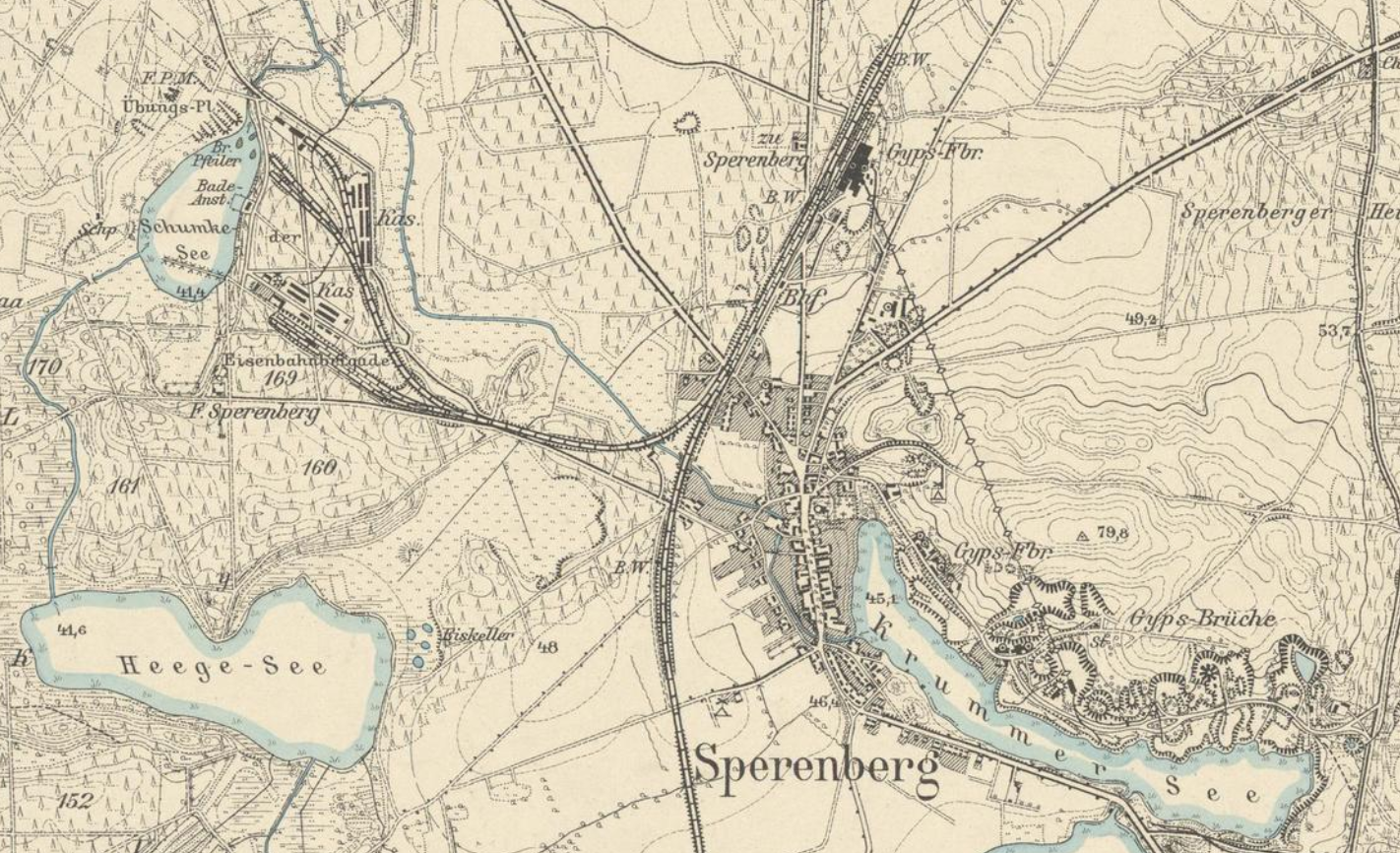
Sperenberg und Forsthaus Sperenberg, Ausschnitt aus dem Messtischblatt 3846 Wünsdorf/Sperenberg von 1902

1875/76 wurde daher ein neues Förstereigehöft näher an Sperenberg erbaut. Das neue Försterdienstgehöft lag ca. 1700 Meter westnordwestlich der Sperenberger Kirche. Es hatte eine Grundfläche im Erdgeschoss von 125,5 m². Das gesamte Gebäude war unterkellert. Die Fundamente waren aus Feldsteinen, die Mauern aus Ziegeln aufgeführt. Zum Gehöft gehörten zwei Nebengebäude, ein Brunnen, der extra gegraben werden musste, und eine Bewehrung. Das Dienst- und Wohngebäude wurde mit Kachelöfen beheizt. Es kostete damals insgesamt 19.127 Mark. Kommunalrechtlich gehörte dieses Forsthaus zum Gutsbezirk Forst Zossen. 1871 hatte das Forsthaus 6 Bewohner.
1880 wurde die Oberförsterei Zossen in Oberförsterei Kummersdorf umbenannt. Entsprechend wurde auch der Gutsbezirk Zossen Forst in Gutsbezirk Kummersdorfer Forst umbenannt. 1885 hatte das Forsthaus Sperenberg 5 Bewohner, 1895 7 Bewohner.
1929 wurden Teile des Gutsbezirks Kummersdorfer Forst in die umliegenden Gemeinden eingemeindet. Der Wohnplatz Forsthaus Sperenberg wurde aber nicht nach Sperenberg eingemeindet, sondern in die Gemeinde Kummersdorf.
Das Gebäude an der Verlängerung der Puschkinstraße in das Kasernengelände ist noch das originale Forstgebäude. Nördlich und südlich entstanden in den 1930er Jahren große militärische Gebäudekomplexe und Kasernen.

## Stellung der Försterei in der Hierarchie der Forstverwaltung
In der Hierarchie der Forstverwaltung gehörte die (Unter-)Försterei Sperenberg um 1800 zunächst zum Forstrevier Cummersdorff, das dem Landjäger Kähne unterstand. Mit der Einführung der strikt hierarchischen Forstverwaltung 1817 änderte sich der Begriff zunächst zu Cummersdorf- und Zossensches Revier. Mit der ersten Revision der Forstverwaltung 1819 verschwand nun Kummersdorf (bzw. Cummersdorf) aus dem Namen und die Oberförsterei hieß nun Forstrevier Zossen, bzw. bald darauf Oberförsterei Zossen. 1880 wurde die Oberförsterei Zossen in Oberförsterei Kummersdorf umbenannt. Wie lange das Gebäude tatsächlich als Forsthaus genutzt wurde, ließ sich nicht ermitteln. Letzter Förster war Karl Börger, der im April 1945 nach der Besetzung des Geländes durch die Rote Armee von einem Soldaten erschossen wurde.

## Liste der Förster
- 1763 bis 1792 Lingner[3]
- bis 1811 (Pensionierung) Unterförster Börnert[21]
- ab 22. Oktober 1811 bis 1842 Unterförster Kiltz, vorher Feldjäger[21][22] er erhielt 1842 den Roten Adlerorden IV. Klasse[23]
- ab 1842 bis 31. Juli 1851 Förster Bechtold, bisher Königlicher Hofjäger,[24] wurde in die Försterei Zossen (Oberförsterei Zossen) versetzt[25]
- ab 1. August 1851 bis 30. November 1859 Förster Friedrich Adolph Mogwitz (* 19. November 1816 in Raekschütz, Krs. Neumark),[20] vorher Oberjäger, wurde zum Förster ernannt,[25] wurde in die Försterei Kummersdorf (Oberförsterei Kummersdorf) versetzt[26] 1879 in die Försterei Dreiecksee (Oberförsterei Gramzow) versetzt
- ab 1. Dezember 1859 bis (1864) Förster Albert Bast (* 26. Januar 1831 in Sellenwalde bei Rheinsberg), war vorher in der Försterei Sonnenburg[26]
- ab 1. Januar 1864 bis 30. Juni 1872 Förster Eduard Fürstenow (* 3. Dezember 1819, † 4. Februar 1906), Jäger, mit Amtsantritt zunächst als Forstaufseher angestellt,[27] wurde im November 1864 zum Förster ernannt,[28] wurde in die Försterei Kümmernitz versetzt[29]
- ab 1. Juli 1872 bis (1875) Förster Franz Eduard Rüthnick (* 30. Oktober 1828 in Löcknitz, Krs. Randow), war vorher in der Försterei Mützdorf,[30] später in der Försterei Gottow (Oberförsterei Kummersdorf)[31]
- bis 30. Juni 1884 Förster Adolph Jagusch (* 2. Juli 1836 in Boitzenburg), wurde in die Försterei Rottstiel (Oberförsterei Alt Ruppin) versetzt,[32] war vorher in der Försterei Gottow (Oberförsterei Kummersdorf)
- ab 1. Juli 1884 bis 30. Juni 1892 Förster Johannes Wilke (* 24. Mai 1849 in Forsthaus Theerofen bei Schwedt/Oder), vorher Jäger und Waldwärter in der Försterei Zehnebeck, wurde mit Amtsantritt zum Förster ernannt,[32] wurde in die Försterei Gottow (Oberförsterei Kummersdorf) versetzt[33]
- ab 1. Juli 1892 bis 30. Juni 1899 Förster Wilhelm Abendroth (* 15. April 1857 in Fürstenwalde), vorher Jäger und Forstaufseher zu Templin in der Oberförsterei Potsdam, wurde mit Amtsantritt zum Förster ernannt,[33] wurde 1899 in die Försterei Lindhorst (Oberförsterei Woltersdorf) versetzt,[34] wurde 1904 in der Försterei Grafenbrück (Oberförsterei Biesenthal) versetzt[35]
- 1. Juli 1899 bis (1930) Förster Otto Kusserow (* 2. Januar 1865 in Görlitz), vorher Forstaufseher in der Oberförsterei Grimnitz,[36][34] Diensteintritt: 1. Juli 1899,[35] wurde 1913 zum Hegemeister ernannt[37]
- 1930 bis April 1945 Förster Karl Börger (* 5. Februar 1893, † April 1945)[16]